# کلیفساید پارک (نیوجرسی)
کلیفساید پارک (به انگلیسی: Cliffside Park) شهری در ایالت نیوجرسی کشور ایالات متحده آمریکا است که جمعیت آن در سرشماری سال ۲۰۱۰ میلادی، ۲۳٬۵۹۴ نفر بوده‌است.